# گروه ویلبورس
گروه ویلبورس (انگلیسی: Willbros Group) شرکت مهندسی آمریکایی است، که در سال ۱۹۰۸ تأسیس شد.